# Chloraspilates
Chloraspilates là một chi bướm đêm thuộc họ Geometridae.

## Các loài
- Chloraspilates bicoloraria Packard, 1876
- Chloraspilates minima (Hulst, 1898)